# The Presidents of the United States of America
The Presidents of the United States of America (Los Presidentes de los Estados Unidos de América, en español), comúnmente conocidos como The Presidents, PUSA (de ahora en adelante) o The Presidents of the USA, fue una banda norteamericana de rock alternativo dos veces nominada a los Grammy. La banda se formó en Seattle, USA en 1993. La formación consta actualmente de tres componentes: Jason Finn, Chris Ballew y Andrew McKeag. El cantante Dave Dederer dejó la banda en 2004, después de 11 años. Han editado desde su formación 6 álbumes de estudio.

## Biografía

### Primeros años (1993–1998)
La banda se creó a finales de 1993 por Chris Ballew y Dave Dederer que se conocieron en el colegio en Seattle. Al principio, siendo sólo dos y sin baterista tocaron algunos shows con diversos nombres, hasta decidirse definitivamente por el de "The Presidents of the United States of America". Poco después se unió al grupo el baterista Jason Finn, tocando por primera vez los tres juntos en diciembre de 1993.
PUSA grabó un casete con 10 temas, Froggystyle, a principios de 1994 en un día en los Laundry Room Studios, vendiéndolo después en sus conciertos y en un bar donde trabajaba Finn.
En 1994, firmaron con una pequeña discográfica de Seattle llamada PopLlama Records editando su álbum homónimo. Poco después Columbia Records les fichó reeditando el disco en julio de 1995. Gracias a varios singles como Lump, Peaches y Kitty este álbum debut fue un éxito.
El disco gustó bastante a la crítica, recibiendo así dos nominaciones a los Premios Grammy en 1996 y 1997.
Su siguiente álbum, II, también recibió buenas críticas y llegó a ser disco de oro en Estados Unidos, aun sin vender tan bien como el primero.
Durante 1995, 1996 y 1997 la banda se dedicó a hacer giras mundiales con estos dos primeros álbumes. Aparte de Estados Unidos y Canadá, también tocaron en Europa, Australia y Japón.
PUSA se separaron en 1998, editando antes Pure Frosting, álbum de nuevas canciones, versiones y demos. También contenía vídeos de sus canciones "Lump," "Peaches," "Mach 5," y "Dune Buggy".

### Ruptura (1998–2000)
Durante este parón cada miembro de la banda dedicó su tiempo a otros proyectos, siendo Ballew el más prolífico de todos, editando un álbum con The Giraffes y otro con The Tycoons. Dederer colaboró con Duff McKagan, tocó el bajo en una banda de Seattle llamada Junk y produjo para Gerald Collier. Finn tocó la batería para varios grupos: The Nevada Bachelors, The Fastbacks y Love Battery.
En el 2000, Columbia Records editó sin ayuda de PUSA ni su consentimiento Lump, un disco recopilatorio.

### Breve reunión (2000–2003)

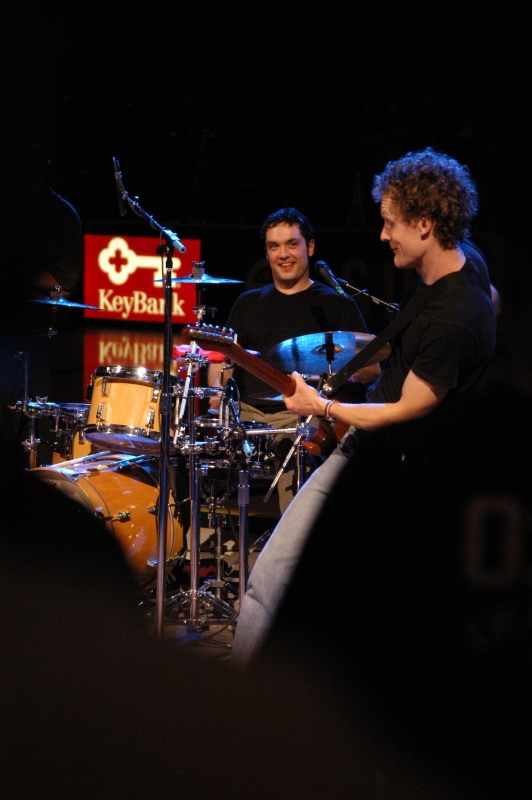
Presidents of the United States of America en 2005.

PUSA se reunieron de nuevo en 2000 para sacar un sencillo, "Jupiter" con MUSICBLITZ Records. Gracias al sencillo, decidieron editar un nuevo álbum ese mismo año, Freaked Out & Small que también recibió buenas críticas. No se hizo gira de apoyo al álbum que vendió unas discretas 25.000 copias, antes de que MUSICBLITZ Records quebrara.
Después de esto, la banda volvió a ir cada uno por su lado.

### Reunión (2004–presente)

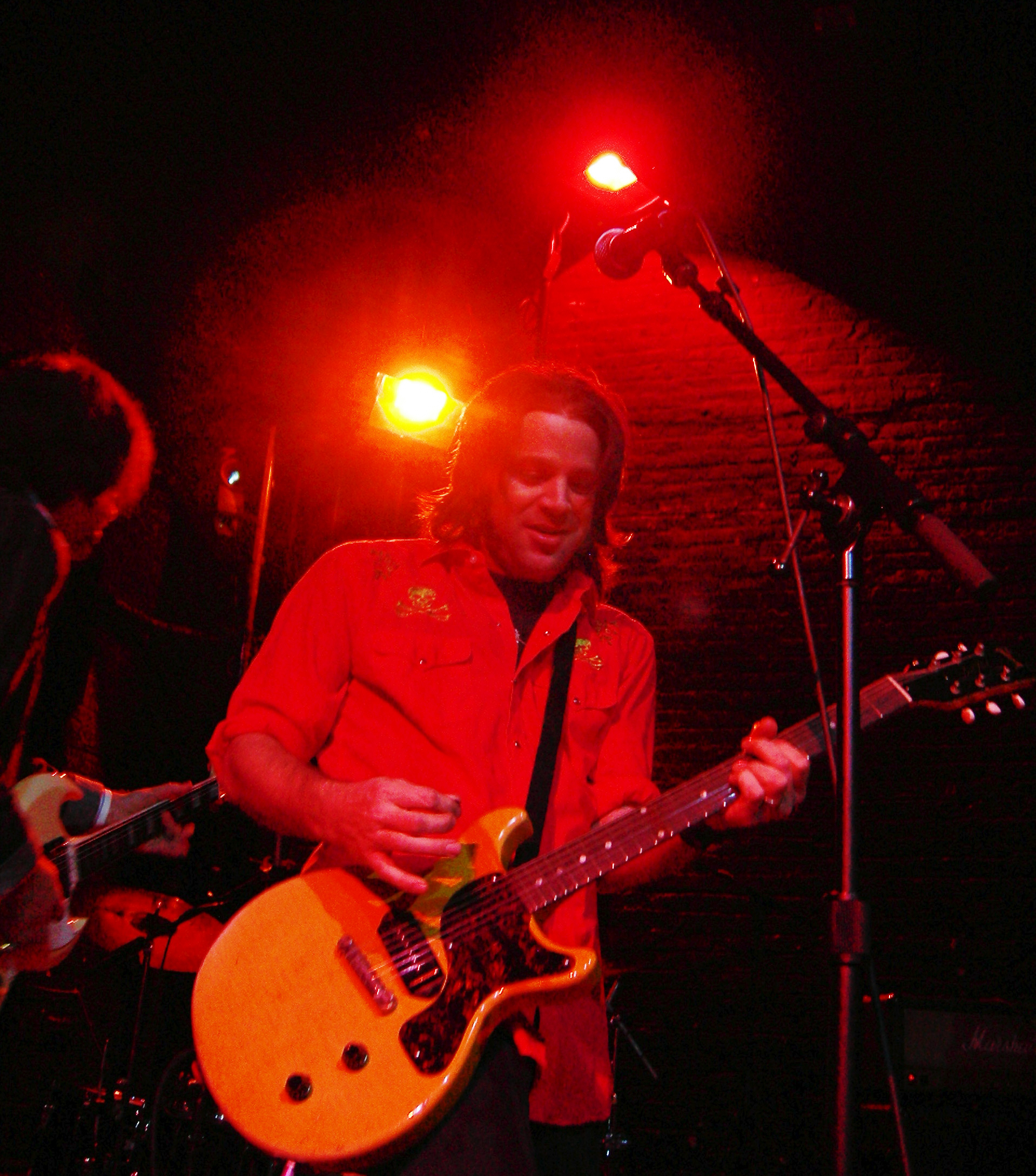
Andrew McKeag.

En 2004 la banda se volvió a unir, editando Love Everybody en su nuevo propio sello discográfico, PUSA Inc. Además, ese mismo año se les cedieron los derechos del álbum debut, por lo cual el álbum se ha reeditado en dos ocasiones bajo el sello Pusa Inc., la primera como motivo de su décimo aniversario, con material extra y la segunda para sacar una edición económica.

## Reunión
Andrew McKeag, guitarrista de Seattle (miembro anterior de grupos como Joe's Big Ol' Driver, Shuggie, The Black Panties, entre otros), se unió a la banda para tocar el guitbass a finales de 2004, sustituyendo a Dave Dederer que quería pasar más tiempo con la familia. Aun así Dave Dederer supuestamente sigue en el grupo.
En noviembre de 2007 se anunció que estaban ultimando su último disco, que vería la luz el 11 de marzo de 2008.
El primer sencillo se llama "Mixed Up S.O.B.", cuyo videoclip fue dirigido por "Weird Al" Yankovic.
En octubre de 2008, "Lump" salió en el videojuego Rock Band 2.

## Política
En contra de lo que se supondría por su nombre, su música ha sido siempre bastante apolítica, aunque sí es cierto que han tocado varias veces en convenciones del partido demócrata. En 1994 lo hicieron apoyando a Bill Clinton y en 2004 dieron su apoyo a John Kerry.

## Curiosidades instrumentales
Ballew y Dederer/McKeag han tocado/tocan respectivamente basitar y guitbass, que son guitarras de seis cuerdas modificadas para en el primer caso sustituir dos de sus cuerdas para sonar como un bajo, y en el caso del segundo tres cuerdas para el mismo efecto. La idea original surge del líder de la banda Morphine con quien Ballew había trabajado previamente.

## Miembros

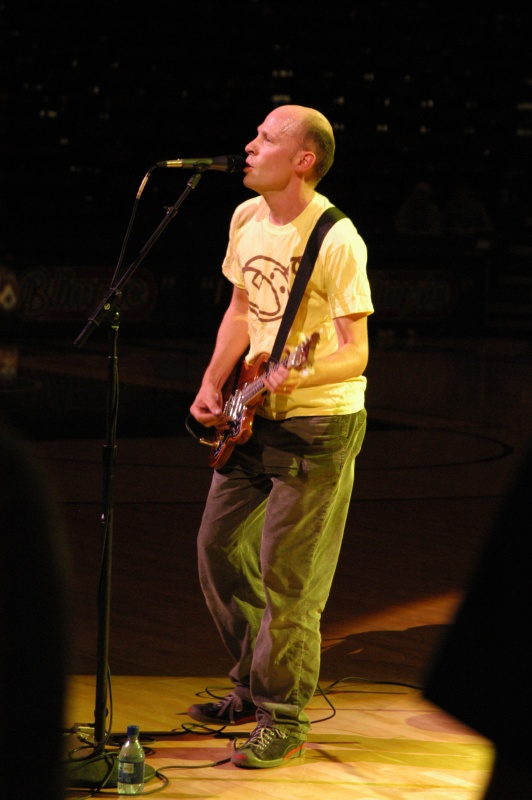
Chris Ballew en 2005.

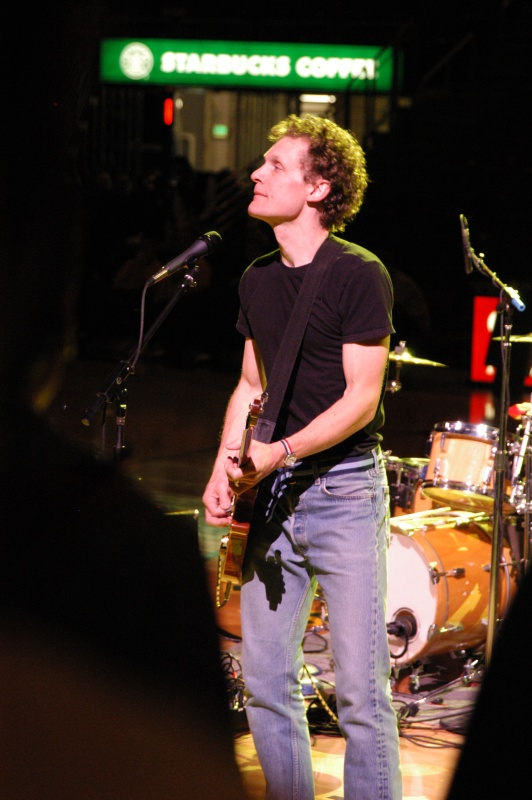
Dave Dederer en 2005.

- Chris Ballew - voces, basitar (1993–presente)
- Dave Dederer - bajo, voces (1993–2004)
- Jason Finn - batería, voces (1993–presente)
- Andrew McKeag – bajo, voces (2005–presente)

## Discografía

### Álbumes de estudio
- The Presidents of the United States of America (1995)
- II (1996)
- Freaked Out and Small (2000)
- Love Everybody (2004)
- These Are the Good Times People (2008)
- Kudos to You! (2014)

### Álbumes recopilatorios
- Rarities (1997) Sony Records
- Pure Frosting (1998) Columbia Records
- Lump (2000) Sony Records

### EPs
- Peaches & Live (1996) Sony Records
- Munky River (2005) PUSA Inc.